# Tage Lindbom
Tage Leonard Lindbom, senare även Sidi Zayd, född 24 oktober 1909 i Malmö Karoli församling, Malmöhus län, död 30 september 2001 i Oscars församling, Stockholms län, var en svensk historiker, arkivchef och religionsfilosof, som blev muslimsk mystiker. 

## Biografi
Tage Lindbom växte upp som fosterson till bokföraren Carl Theodor Lindbom och Anna Springchorn. Han studerade vid Uppsala universitet, där han blev fil. kand. 1931 och disputerade vid Stockholms högskola 1938 med en doktorsavhandling om den svenska fackföreningsrörelsens uppkomst och tidigaste historia. Samma år utsågs han till chef för Arbetarrörelsens arkiv och bibliotek, vilket han förblev till 1965.
1943 blev han ledamot av Stockholms arbetarekommuns styrelse, samma år ordförande i Arbetarnas kulturhistoriska sällskaps skriftkommitté och 1947 ordförande i de socialdemokratiska tjänstemannaföreningarnas representantskap.
Under beredskapstiden var Lindbom värnpliktig gruppchef och personalvårdsassistent vid Jämtlands fältjägarregemente, vilket lade grunden för ett långvarigt engagemang i försvarsdebatten. Själv pianist kom han även att bli kulturpolitiskt verksam, bland annat som ordförande i 1947 års statliga musikutredning och som mångårig ledamot av styrelserna för Kungliga Teatern och STIM. 
Lindbom genomgick under den senare delen av sitt chefskap för Arbetarrörelsens arkiv en personlig väckelse, som fick honom att bli djupt religiös och starkt konservativ. Han konverterade till islam, blev sufier och invigdes i Shadhiliyya-orden. Genom sitt möte med den schweiziske sufimästaren Frithjof Schuon (Isa Nur al-din) kom han i personlig kontakt med företrädare för den traditionella skolan, däribland Martin Lings, Titus Burckhardt och Seyyed Hossein Nasr. Lindbom utgav en rad böcker med traditionella och konservativa teman, ofta på bokförlaget Norma i Borås. Det klara avståndstagandet från socialismen kom i Sancho Panzas väderkvarnar (1962). Han publicerade sig även i en rad olika tidskrifter, utgivna inom bland annat den moderata sfären och i Samtidsmagasinet Salt. 
I slutet av sitt liv levde Lindbom tillbakadraget och ägnade sig åt andlig undervisning. Han lämnade efter sig ett antal lärjungar. I boken I Frithjof Schuons fotspår som publicerades postumt presenteras grunddragen i philosophia perennis (den tidlösa filosofin) och detta verk kan ses som en hyllning till hans andlige mästare Frithjof Schuon. Till denna bok har iranisten Ashk Dahlén skrivit ett fylligt förord. Lindboms essäer om islamisk andlighet, Möte med Koranen, gavs ut i Svenska islamiska akademiens tidskrift Minaret under åren 2002–2004.

## Verk i urval
- Den svenska fackföreningsrörelsens uppkomst och tidigare historia 1872-1900, Stockholm, 1938
- En beredskapsman ser på försvaret, Stockholm, 1942
- Den socialdemokratiska ungdomsrörelsen i Sverige: en historik, Stockholm, 1945
- Arbetarrörelsen och kulturen, Stockholm, 1947
- Den nya fronten, Stockholm, 1949
- Efter Atlantis, Stockholm, 1951
- Sancho Panzas väderkvarnar, Stockholm, 1962
- Otidsenliga betraktelser, Stockholm, 1968
- Mellan himmel och jord, Stockholm, 1970
- Agnarna och vetet, Stockholm, 1974
- Myt i verkligheten : en studie i marxism, Uppsala, 1977
- Människoriket : Tankar om Västerlandets sekularisering, Uppsala, 1978
- Jakobs dröm, Stockholm, 1978
- Är religionen en socialutopi?, Borås, 1980
- Riket är ditt, Stockholm, 1981
- Tankens vägar, Borås, 1982
- Omprövning, Borås, 1983
- Den gyllene kedjan : falsk och äkta gnosis, Borås, 1984
- Roosevelt och det andra världskriget, Borås, 1985
- Bortom teologin, Borås, 1986
- Fallet Tyskland, Borås, 1988
- Mystik, Borås, 1990
- Demokratin är en myt, Borås, 1991
- Före solnedgången, Borås, 1993
- Ett är nödvändigt, Borås, 1994
- Modernismen, Borås, 1995
- Konservatism i vår tid : Åtta idéhistoriska essäer, Borås, 1996 (Essäerna hade tidigare publicerats i tidskriften Jakobs Stege.)
- Västerlandets framväxt och kris, Skellefteå, 1999
- I Frithjof Schuons fotspår, Stockholm, 2003 ISBN 91-518-4138-X
- "Möte med Koranen", Minaret, nr 4/2002, nr 1–2/2003, nr 3–4/2003, nr 1–2/2004
- "Ljus i mörkret", Minaret, nr. 3–4/2004

## Böcker om Tage Lindbom
- De Geer, Jonas, red (1999). Vänbok till Tage Lindbom. Skellefteå: Norma. ISBN 91-7217-021-2
- Lindbom, Tomas (2021). I otakt med tidsandan: En personlig biografi om Tage Lindbom. Stockholm: TLR. ISBN 978-91-987089-4-3